# Rete tranviaria di Naberežnye Čelny
La rete tranviaria di Naberežnye Čelny è la rete tranviaria che serve la città russa di Naberežnye Čelny.